# Fontainebleau Las Vegas
The Drew Las Vegas, tidigare The Drew Las Vegas, är ett kasino och hotell som ligger utmed gatan The Strip i Winchester, Nevada i USA. Den ägs och drivs av Fontainebleau Development. Hotellet har 3 644 hotellrum.

## Historik
Tomten för Fontainebleau var tidigare plats för kasinonen Thunderbird Hotel and Casino (1948–1977), Silverbird Hotel and Casino (1977–1982) och slutligen El Rancho Hotel and Casino (1982–1992), som stängdes den 6 juli 1992. I maj 2000 köpte fastighetsbolaget Turnberry Associates tomten för 45 miljoner amerikanska dollar med syftet att riva El Rancho och uppföra ett nytt kasino med London-tema. Det blev dock inte av på grund av 11 september-attackerna och den efterföljande ekonomiska oron. I mars 2005 köpte Turnburry närliggande tomter, där bland annat Algiers Hotel låg, för 97 miljoner dollar. Den 12 maj meddelade Turnberry och Fontainebleau Resorts, som ägdes av Turnberrys majoritetsägare, att man skulle uppföra ett kasino och ett hotell med namnet Fontainebleau Las Vegas. Det var meningen att bygget skulle startas i mars 2006 och vara invigt 2008. I augusti 2006 blev det klart att ett 224 meter hög skyskrapa skulle uppföras, med 2 929 hotellrum och 959 ägarlägenheter men även kasino, restauranger, konferens- och uppvisningslokaler var med i projektet, till en kostnad på 1,5 miljarder dollar. Månaden efter blev projektet stoppad på grund av boende i ägarlägenhetshotellet Turnberry Place hade synpunkter på bland annat ökad trafik i området. Bygget inleddes officiellt i februari 2007 men förseningen ledde till att kostnaden för bygget hade ökat till 2,9 miljarder dollar, Fontainebleau Resorts tvingades att ta ett lån på fyra miljarder dollar för att täcka upp så att bygget kunde bli klart under 2009. I juli beslutade man att expandera det påtänkta parkeringsgaraget från sju våningar till 23 våningar och uppföra en konferensanläggning, boende i Turnberry Place ansåg att det var fel att utöka garaget och man var också bekymrade över ökade utsläppen i området. De tog ägarna till domstol men domaren dömde i favör till byggprojektet. 2008 varade den globala finanskrisen som orsakade problem för flera kasino- och hotellbyggen i Las Vegas, byggprojektet hade dragit på sig skulder på 2,4 miljarder dollar. Banken Bank of America och andra fordringsägare vägrade att ge mer finansiella medel till projektet och Fontainebleau Resorts dotterbolag som skötte byggprojektet gick i konkurs. Fontainebleau Resorts svarade med att stämma Bank of America i domstol men förgäves. Då beslutade dom att stämma sig själva, sig som ägare mot sig som byggherre för att tvinga fordringsägarna att skjuta till mer finansiella medel. 70% av Fontainebleau Las Vegas var färdigbyggt vid den tidpunkten. I oktober 2009 visade Penn National Gaming intresse om att förvärva byggprojektet och tomten för 300 miljoner dollar, ägarna hade redan investerat mer än 2 miljarder dollar i Fontainebleau Las Vegas. Den 23 november 2009 la affärsmannen Carl Icahn ett bud på endast kasinot till ett värde av 156 miljoner dollar via en konkursdomstol i Miami i Florida, köpet blev officiellt i februari 2010 men priset var då 150 miljoner dollar. I november 2015 satte Icahn upp kasinot till försäljning för 650 miljoner dollar, CBRE Group beräknade att köparen måste ha upp till två miljarder dollar för att slutföra projektet. I augusti 2017 köpte investmentbolagen Witkoff Group och New Valley LLC kasinot för 600 miljoner dollar. De nya ägarna förväntade sig att bygget skulle återuppta under 2018 efter ha gjort några förändringar i ritningarna, fått in nya lån och att lagen Tax Cuts and Jobs Act of 2017 trädde i kraft. Den 12 februari 2018 meddelade Witkoff Group och hotelloperatörern Marriott International att man hade ingått ett samarbetsavtal med varandra och att kasinot skulle byta namn från Fontainebleau Las Vegas till The Drew Las Vegas och invigas 2020. Mottagandet av namnändringen var ifrågasatt, talesperson för Witkoff Group menade dock att namnet kommer från företagets VD Steve Witkoffs son Andrew Witkoff som avled 2011 på grund av en överdos av oxikodon. I april 2019 meddelade Witkoff Group att invigningen skulle ske 2022 men det blev återigen försenat på grund av covid-19-pandemin. I februari 2021 blev det klart att Fontainebleau Development, tillsammans med Koch Real Estate Investments, köpte tillbaka byggprojektet från Witkoff Group. I oktober meddelade Marriott att man hade avbrutit samarbetet med The Drew och de nya ägarna. Den 9 november byttes det till det nuvarande namnet. Den 13 december 2023 invides hotellet och totala byggkostnaden landade på 3,7 miljarder dollar.